# Campeonato Suíço de Hóquei em Patins 2024–25
O Campeonato Suíço de Hóquei em Patins de 2024-25 foi a 99.ª edição do principal escalão do campeonato suíço de Hóquei em Patins. A competição, organizada pela SS (Swiss Skate), foi disputada por 8 clubes.
Após a primeira fase em que todas as equipas todos contra todos, (Round Robin) jogaram duas voltas de 7 jogos cada. No final os primeiros quatro classificados, disputam a Final Four para apurar o campeão, as últimas quatro disputaram o Playout de despromoção
O RHC Diessbach venceu o campeonado pela 6ª vez na sua história, sendo esta a 4ª vitória consecutiva.

## Classificação Geral
| Pos | Equipe         | Pts | J  | V  | E | D  | GP | GC | SG  | Classificação ou descenso |
| --- | -------------- | --- | -- | -- | - | -- | -- | -- | --- | ------------------------- |
| 1   | RHC Diessbach  | 42  | 14 | 14 | 0 | 0  | 82 | 37 | +45 | Playoff                   |
| 2   | RC Biasca      | 30  | 13 | 10 | 0 | 3  | 62 | 68 | −6  | Playoff                   |
| 3   | RHC Wimmis     | 21  | 13 | 7  | 0 | 6  | 37 | 36 | +1  | Playoff                   |
| 4   | Pully RHC      | 18  | 14 | 6  | 0 | 8  | 48 | 47 | +1  | Playoff                   |
| 5   | RHC Wolfurt    | 15  | 14 | 5  | 0 | 9  | 46 | 50 | −4  | Playout                   |
| 6   | SC Thunerstern | 15  | 10 | 5  | 0 | 5  | 78 | 66 | +12 | Playout                   |
| 7   | RSC Uttigen    | 12  | 14 | 4  | 0 | 10 | 44 | 73 | −29 | Playout                   |
| 8   | RHC Dornbirn   | 12  | 14 | 4  | 0 | 10 | 47 | 67 | −20 | Playout                   |

## Playoffs
|  | Meias Finais  | Meias Finais | Meias Finais | Meias Finais | Meias Finais | Meias Finais  |   |   | Final | Final | Final | Final | Final | Final |
|  |               |              |              |              |              |               |   |   |       |       |       |       |       |       |
|  |               |              |              |              |              |               |   |   |       |       |       |       |       |       |
|  |               |              |              |              |              |               |   |   |       |       |       |       |       |       |
|  | RHC Diessbach | 5            | 0            | 4            | 6            |               |   |   |       |       |       |       |       |       |
|  | RHC Diessbach | 5            | 0            | 4            | 6            |               |   |   |       |       |       |       |       |       |
|  | Pully RHC     | 1            | 2            | 3            | 3            |               |   |   |       |       |       |       |       |       |
|  | Pully RHC     | 1            | 2            | 3            | 3            | RHC Diessbach | 4 | 2 | 5     | 3     | 4     |       |       |       |
|  |               |              |              |              |              |               | 4 | 2 | 5     | 3     | 4     |       |       |       |
|  |               | RWC Wimmis   | 2            | 3            | 3            | 5             | 3 |   |       |       |       |       |       |       |
|  | RC Biasca     | RWC Wimmis   | 2            | 3            | 3            | 5             | 3 | 5 | 6     | 4     | 4     | 2     |       |       |
|  | RC Biasca     |              |              |              |              |               |   | 5 | 6     | 4     | 4     | 2     |       |       |
|  | RWC Wimmis    | 4            | 3            | 7            | 7            | 5             |   |   |       |       |       |       |       |       |
|  | RWC Wimmis    | 4            | 3            | 7            | 7            | 5             |   |   |       |       |       |       |       |       |

## Campeão
| Campeonato Suiço de Hóquei em Patins 2024–25 |
| -------------------------------------------- |
| RHC Diesbach 6.º título                      |